# La Torre d'en Carlos
La Torre d'en Carlos és una obra de Guissona (Segarra) inclosa a l'Inventari del Patrimoni Arquitectònic de Catalunya.

## Descripció
Edifici de quatre façanes i quatre plantes. A la façana oest, hi ha una petita obertura a la segona planta, a la planta següent, hi ha una gran obertura amb arc rebaixat de mig punt, i a la darrera planta, hi ha dues obertures amb arc de mig punt. A la façana nord, hi ha dues obertures tapiades amb totxo a la darrera planta. A la façana est, hi ha una gran obertura a la segona planta, una altra a la següent que es troba tapiada, i dues grans obertures (possiblement de paller) a la darrera. A la façana sud, hi ha una entrada a la planta baixa, a la planta següent, hi ha dues finestres, a la següent a la dreta hi ha una obertura, i a l'esquerra una de més petita. A la darrera planta hi ha dues obertures tapiades. La coberta és de dues vessants(nord-sud), acabada amb teules. De la façana sud surt un mur de casa extrem que tanca l'espai entre l'edifici principal i un que hi ha més la sud. Té una entrada al mur oest a través d'una porta metàl·lica.